# Abby Aldrich Rockefeller

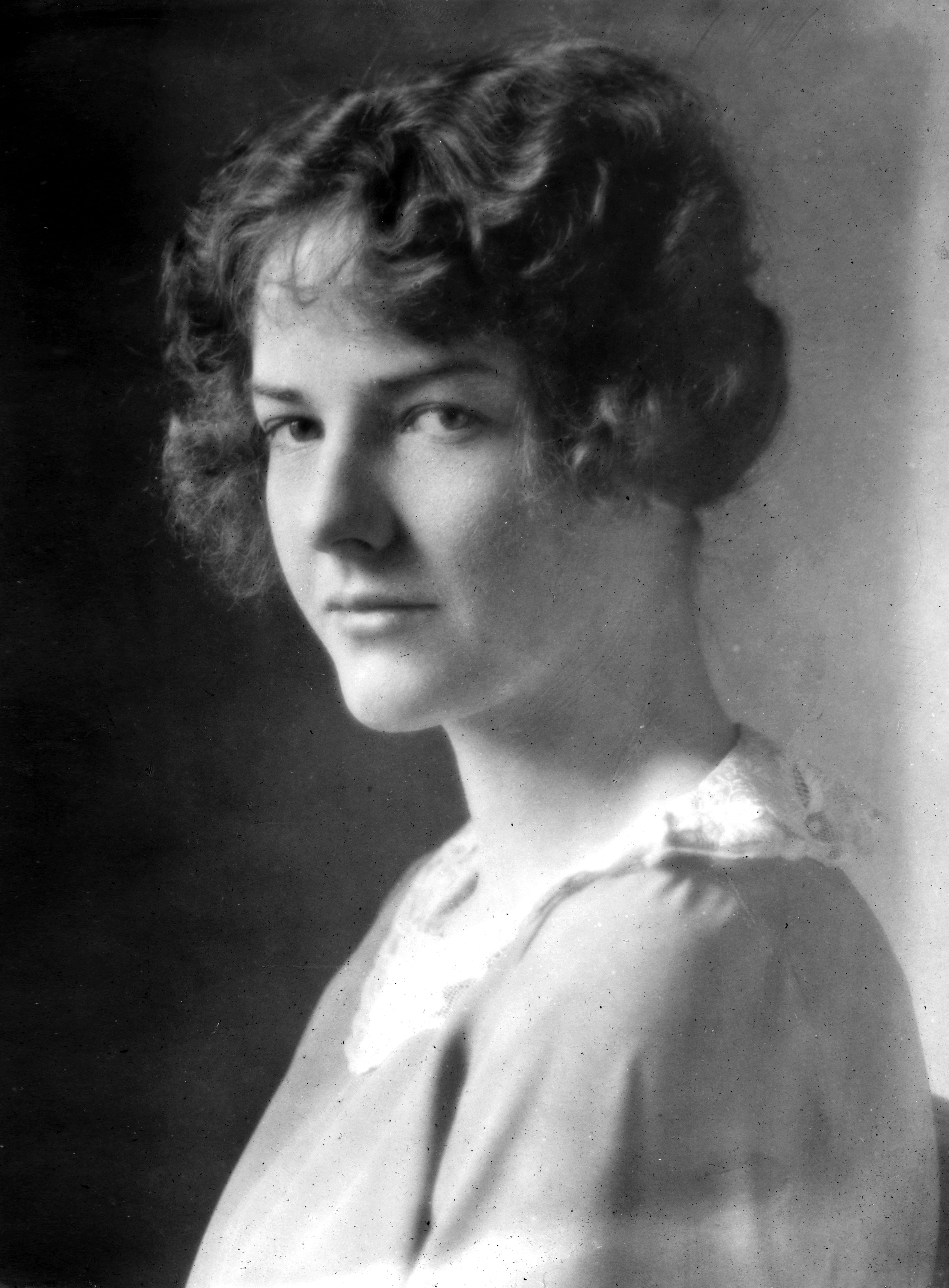

Abby Aldrich Rockefeller (Providence, 26 oktober 1874 – New York, 5 april 1948) was een Amerikaanse filantrope.

## Biografie
Abby Aldrich Rockefeller werd geboren als Abigail Greene Aldrich in 1874. Haar vader was senator Nelson W. Aldrich. In 1901 huwde ze met John D. Rockefeller jr., de zoon van olietycoon John D. Rockefeller. Ze kregen zes kinderen: Abby Rockefeller, John D. Rockefeller III, Nelson Rockefeller, Laurance Rockefeller, Winthrop Rockefeller en David Rockefeller.
Rockefeller was een van de drijvende krachten achter het Museum of Modern Art in New York. In de jaren 20 had ze al een grote kunstverzameling aangelegd van onder meer Pablo Picasso, Paul Cézanne, Edgar Degas en Vincent van Gogh.
Ze overleed in 1948 op 73-jarige leeftijd.